# Лубенский лесотехнический колледж
Лубенский лесотехнический колледж (укр. Лубенський лісотехнічний коледж) — высшее учебное заведение в городе Лубны Полтавской области.

## История
В 1891 году в уездном городе Лубны Лубенского уезда Полтавской губернии Российской империи было открыто низшее сельскохозяйственное училище.
После окончания боевых действий гражданской войны учебное заведение возобновило работу - сначала как сельскохозяйственное училище, затем как индустриальная профтехшкола, а с 1929 года - как Лубенский техникум лекарственных растений.
В ходе боевых действий Великой Отечественной войны и в период немецкой оккупации (13 сентября 1941 - 18 апреля 1943) учебное заведение пострадало, но в дальнейшем было восстановлено и возобновило работу.
В 1950 году учебное заведение было преобразовано в лесной техникум.
После провозглашения независимости Украины техникум был передан в ведение министерства сельского хозяйства и продовольствия Украины.
В марте 1995 года Верховная Рада Украины внесла техникум в перечень предприятий, учреждений и организаций, приватизация которых запрещена в связи с их общегосударственным значением.
В марте 2000 года на основе техникума и Лубенского лесхоза был создан образовательно-производственный комплекс "Лубенский гослесхоз-техникум", в 2005 году переформированный в Лубенский лесотехнический колледж.
В 2011 году количество учащихся в колледже составляло свыше 500 человек.
В декабре 2014 года Верховная Рада Украины приняла решение о переводе ряда образовательных учреждений страны (в том числе, Лубенского лесотехнического колледжа) на финансирование из местных бюджетов.

## Современное состояние
Колледж является высшим учебным заведением I-II уровней аккредитации, которое осуществляет подготовку младших специалистов по трём специальностям ("Лесное хозяйство", "Обработка древесины" и "Бухгалтерский учет").
В составе колледжа - учебный корпус, два общежития, спортивный комплекс и библиотека.